# همسایگانی از جهنم (مجموعه تلویزیونی)
همسایگانی از جهنم یک انیمیشن طنز کوتاه مدت آمریکایی است که از ۷ ژوئن تا ۲۶ ژوئیه ۲۰۱۰ در شبکه تی‌بی‌اس پخش می‌شد. تهیه‌کننده اجرایی سریال پم بردی است. این مجموعه شامل ده قسمت بود.
این مجموعه متعلق به شرکت فاکس قرن بیستم است. این محصول توسط بنتو باکس اینترتینمنت و مون‌بوی انیمیشن که بخشی از دریم ورکس انیمیشن است ساخته شده. اکثریت انیمیشن توسط باردل اینترتینمنت در ونکوور تولید شده، و کار بازسازی انیمیشن بیشتر در استودیو در بنتو باکس انجام می‌شود.